# Elmer Orihuela Sosa
Elmer Pablo Orihuela Sosa es un político peruano. Fue alcalde distrital de Cochas entre 2003 y 2010 y consejero regional de Junín entre 2015 y 2018.
Nació en el distrito de Cochas, provincia de Concepción, Perú, el 6 de noviembre de 1973, hijo de Isias Orihuela Rojas y Juana Sosa Reyes. Cursó sus estudios primarios y secundarios en su localidad natal y la ciudad de Jauja. Entre 1992 y 1993 cursó estudios técnicos de educación en la ciudad de Huancayo sin concluirlos
Durante la época del terrorismo en el Perú, Elmer Orihuela Sosa fue miembro de las rondas campesinas del anexo de Tulumayo en el distrito de Cochas que hizo frente a las fuerzas subversiva para defender sus tierras y sus bienes.
Su primera participación política fue en las elecciones municipales de 1998 cuando fue candidato a regidor del distrito de Cochas  por el partido Unión por el Perú sin éxito. En las elecciones municipales del 2002 fue candidato de la Alianza Electoral Unidad Nacional a la alcaldía de ese distrito obteniendo la elección con el 26.15% y reelegido en las elecciones municipales del 2006 con el 36.671%. Tentó además la reelección sin éxito en las elecciones del 2010. Participó en las elecciones regionales del 2014 en la que se presentó como candidato a consejero regional de Junín por el Movimiento Junín Sostenible con su Gente obteniendo la representación por la provincia de Concepción.